# Доан Кьен Куок
Доан Кьен Куок (вьет. Đoàn Kiến Quốc, 24 марта 1979, Нячанг, Вьетнам) — вьетнамский игрок в настольный теннис. Участник летних Олимпийских игр 2004 и 2008 годов, чемпион Игр Юго-Восточной Азии 2009 года, двукратный серебряный и семикратный бронзовый призёр Игр Юго-Восточной Азии.

## Биография
Доан Кьен Куок родился 24 марта 1979 года во вьетнамском городе Нячанг.
В 2004 году вошёл в состав сборной Вьетнама на летних Олимпийских играх в Афинах. В одиночном разряде в 1/64 финала проиграл Минь Яну из Италии — 1:4.
В 2008 году вошёл в состав сборной Вьетнама на летних Олимпийских играх в Пекине. В одиночном разряде в 1/128 финала выиграл у Дейва Зальцберга из Австралии — 4:0, в 1/64 финала победил Кристофа Лежу из Франции — 4:2, в 1/32 финала проиграл Алексею Смирнову из России — 1:4.
Завоевал десять медалей Игр Юго-Восточной Азии. В 2009 году во Вьентьяне выиграл золото в соревнованиях пар вместе с Динь Куан Линем, а также бронзу в командном турнире. В 1999 году в Бандар-Сери-Бегаване выиграл серебро (команды) и бронзу (пары), в 2001 году в Куала-Лумпуре — две бронзы (одиночный разряд, команды), в 2003 году в Ханое — бронзу (команды), в 2005 году в Маниле — серебро (команды) и бронзу (одиночный разряд), в 2007 году в Накхонратчасиме — бронзу (команды).
Высший рейтинг IITF в карьере имел в ноябре 2012 года, когда занимал 275-е место.